# Енцо Чато
Енцо Джанні Чато Мбіайї (фр. Enzo Gianni Tchato Mbiayi, нар. 23 листопада 2002, Монпельє, Франція) — камерунський футболіст, захисник французького клубу «Монпельє» та національної збірної Камеруну.

## Ігрова кар'єра

### Клубна
Енцо Чато народився у французькому місті Монпельє і займатися футболом почав у школі місцевого однойменного клубу. 3 квітня 2022 року Чато дебютував у першій команді у матчі чемпіонату Франції. У травні того ж року футболіст підписав зклубом перший професійний контракт. З сезону 2023/24 захисник зайняв своє постійне місце в основі команди.

### Збірна
У січні 2021 року у складі молодіжної збірної Камеруну Чато брав у часть у молодіжному Кубку африканських націй у Мавританії.
11 червня 2023 року у товариському матчі проти команди Мексики Енцо Чато дебютував у національній збірній Камеруну. Також  у січні 2024 року футболіст виступав на Кубку африканських націй у Кот-д'Івуарі.

## Особисте життя
Енцо народився у спортивній родині. Його батько Білл Чато також в минулому професійно грав у футбол. Виступав за ряд французьких клубів та національну збірну Камеруну.